# Коракс (ритор)
Коракс (др.-греч. Κόραξ) — сицилиец, после смерти Гиерона I и изгнания Фрасибула из Сиракуз (467 год до н. э.) благодаря своему ораторскому дарованию встал во главе республики.
Позже, оставив участие в общественных делах, открыл школу красноречия. Он и его ученик Тисий, как говорит Цицерон в «Бруте» (46 год до н. э.) считались изобретателями риторического искусства у греков, а Коракс также первым писателем, изложившим письменно правила риторики. Его труд (τέχνη), служивший образцом для последующих, до нас не дошёл. Было высказано предположение, что ему принадлежит сохранившаяся среди сочинений Аристотеля «Rhetorica ad Alexandrum».